# Scott & Rivers
Scott & Rivers — музыкальный проект Риверса Куомо из Weezer и Скотта Мёрфи из Allister.

## История
В 2009 году, находясь на гастролях в Японии, Риверс Куомо познакомился с японоязычной музыкой Скотта Мёрфи. Узнав, что они оба подписали контракт с Universal Music Group, Риверс попросил лейбл организовать им встречу.
Они познакомились в Лос-Анджелесе в 2009 году и вскоре начали писать и записывать альбом оригинальных песен, спетых вместе на японском языке для нового проекта «Scott & Rivers». Они оба разделяют обязанности ведущего вокалиста, а также играют на гитаре в группе. Скотт и Риверс сыграли свои первые шоу на фестивале Radio Crazy Festival в Осаке, Япония, 29 декабря 2012 года и на фестивале Countdown Japan Festival в Тибе, Япония, 31 декабря 2012 года, как первый неяпонский акт, выступивший на популярных фестивалях.
20 марта 2013 года Scott & Rivers выпустили одноимённый альбом состоящий из 12 песен на лейбле Universal Music Japan. Альбом содержит 11 оригинальных песен и одну кавер-версию песни Каэлы Кимуры «Butterfly». После группа отыграла аншлаговый тур хедлайнеров в марте-апреле 2013 года, чтобы продвинуть выпуск альбома. Скотт Мёрфи также присоединился к группе Куомо Weezer на сцене фестиваля Punk Spring '13 в Токио, Осаке и Нагое, чтобы сыграть свой первый сингл «Homely Girl» для японской аудитории. Они также играли в качестве акта во втором Weezer Cruise.
Scott & Rivers дебютировали на #1 в альтернативных чартах iTunes Japan на той неделе, когда он был выпущен. В настоящее время альбом доступен физически только в Японии, а в цифровом виде — по всему миру через iTunes.